# Bisulfato de potasio
El bisulfato de potasio es un compuesto inorgánico con la fórmula química KHSO4 y es la sal ácida de potasio del ácido sulfúrico. Es un sólido blanco soluble en agua.

## Preparación
En 1985 se produjeron más de 1 millón de toneladas como etapa inicial del proceso de Mannheim para producir sulfato de potasio. La conversión relevante es la reacción exotérmica de cloruro de potasio y ácido sulfúrico:
KCl + H2SO4 → HCl + KHSO4
El bisulfato de potasio es un subproducto de la producción de ácido nítrico a partir de nitrato de potasio y ácido sulfúrico:
KNO3 + H2SO4 → KHSO4 + HNO3

## Propiedades químicas
La descomposición térmica del bisulfato de potasio forma pirosulfato de potasio:
2KHSO4 → K2S2O7 + H2O
Por encima de 600 °C el pirosulfato de potasio se convierte en sulfato de potasio y trióxido de azufre:
K2S2O7 → K2SO4 + SO3

## Usos
El bisulfato de potasio se usa comúnmente para preparar bitartrato de potasio para la producción del vino. El bisulfato de potasio también se usa como agente desintegrante en química analítica o como precursor para preparar persulfato de potasio, un poderoso agente oxidante.

## Ocurrencia
La mercallita, la forma mineralógica del bisulfato de potasio, se presenta muy raramente. La misenita es otra forma más compleja de bisulfato de potasio con la fórmula K8H6(SO4)7.